# Via Negativa (The X-Files)
«Via Negativa» es el séptimo episodio de la octava temporada y el episodio 168 en general de la serie de televisión de ciencia ficción The X-Files. El episodio se transmitió por primera vez en los Estados Unidos y el Canadá el 17 de diciembre de 2000 por la cadena Fox y posteriormente en el Reino Unido. Fue escrito por el productor ejecutivo Frank Spotnitz y dirigido por Tony Wharmby. «Via Negativa» es una historia del «monstruo de la semana», desconectada de la mitología más amplia de la serie. El episodio obtuvo una calificación Nielsen de 7.3 y fue visto por 12,37 millones de espectadores. En general fue bien recibido por los críticos de televisión, y muchos comentaron positivamente la atmósfera «espeluznante» de las secuencias de los sueños; un crítico se refirió a él como un «magnífico episodio de X-Files».
La serie se centra en los agentes especiales del FBI Dana Scully (Gillian Anderson) y su nuevo compañero John Doggett (Robert Patrick) -luego de la abducción extraterrestre de su excompañero, Fox Mulder (David Duchovny)-, quienes trabajan en casos relacionados con lo paranormal, llamados expedientes X. En este episodio, Scully se toma un tiempo libre para ocuparse de las primeras etapas de su embarazo, y Doggett y Walter Skinner intentan evitar la misteriosa ola de asesinatos de un líder de culto religioso que mata a sus víctimas mientras duermen. Finalmente, la esencia del mal del líder del culto posee a Doggett, quien es instado a asesinar a Scully mientras duerme.
Spotnitz se inspiró para escribir el episodio después de tener una imagen mental de un tubo de pasta de dientes que, al abrirse, contenía sangre. Debido a que Gillian Anderson no estaba disponible para la mayoría de las filmaciones, se trajeron los personajes recurrentes de Walter Skinner y los pistoleros solitarios. El título del episodio, «Vía Negativa», que significa «Camino negativo» en latín, es una teología que intenta describir a Dios caracterizando lo que Dios no es.

## Argumento
En Pittsburgh, dos agentes del FBI, Angus Stedman (Lawrence LeJohn) y James Leeds (Kevin McClatchy), vigilan una casa cuando Leeds se duerme. Cuando se despierta, descubre que la puerta principal de la casa está abierta. Los dos agentes investigan y se topan con una habitación llena de cadáveres. De repente, un hombre con un hacha y un tercer ojo asesina a ambos agentes con un golpe en la cabeza.
Al día siguiente, Dana Scully (Gillian Anderson) llama a John Doggett (Robert Patrick) para informarle sobre el caso y dice que no se reunirá con él, debido a asuntos personales. Doggett visita la escena del crimen, donde se reúne con su jefe, Walter Skinner (Mitch Pileggi). Skinner le habla del culto y cómo murieron las víctimas. El cuerpo de Leeds es encontrado en su auto, pero su compañero, Stedman, ha desaparecido, junto con el líder del culto Anthony Tipet (Keith Szarabajka): el hombre del tercer ojo. El FBI encuentra más tarde a Stedman con un golpe fatal en la cabeza. Mientras tanto, Tipet busca a un farmacéutico y desde una cabina telefónica llama a una persona no identificada. Cuando un vagabundo le pide cambio, Tipet lo ataca, atrapándolo en el pavimento y golpeándole en la frente. 
En el FBI, Skinner informa a Alvin Kersh (James Pickens Jr.), y a otros agentes sobre el caso. Les dice que Tipet usó el alucinógeno Tabernanthe iboga para acercarse a Dios usando una combinación de prácticas religiosas cristianas y orientales llamadas la Vía negativa. Rastrear la llamada anterior de Tipet lleva a Doggett y Skinner a Andre Bormanis (Grant Heslov), un traficante de drogas. Bormanis es arrestado y puesto en una celda en el departamento de policía local. En la cárcel, Doggett tiene una visión de él sosteniendo la cabeza cortada de Scully en sus manos. Después de despertar, Doggett se da cuenta de que su visión fue una pesadilla. Mientras tanto, en su celda, Bormanis se ha dormido y sueña que es atacado por ratas. Doggett y los otros oficiales encuentran el cuerpo roído de Bormanis.
Doggett regresa a la oficina de los expedientes X, donde, para su sorpresa, se encuentra con los pistoleros solitarios. Le cuentan la historia del tercer ojo. Al llegar a la misma conclusión, están convencidos de que Tipet se proyecta en los sueños de la gente y los mata allí. Volviendo al almacén donde encontraron a Bormanis, Skinner y Doggett se encuentran con Tipet, que intenta quitarse la vida abriéndose la cabeza con una sierra de mesa. Lo llevan rápidamente al hospital, donde Doggett, por sorpresa, encuentra el nombre de Scully en el registro. Con Tipet en coma, Kersh decide cerrar el caso, diciendo que han encontrado al principal sospechoso. Pero Doggett y Skinner no están satisfechos, diciendo que no hay explicaciones para los varios asesinatos y sucesos que rodean el caso. 
Al día siguiente, Doggett se despierta y descubre que ahora tiene un tercer ojo en medio de su frente. De repente, desaparece. En el edificio del FBI, habla con Skinner, esperando que lo tranquilice. Expresa su temor de que, a pesar de que Tipet esté en coma, pueda entrar en sus sueños. Skinner, sin embargo, descarta sus preocupaciones y lo envía a casa. Mientras se va, Doggett tiene una alucinación con Tipet, ordenándole que mate a Scully. De repente, Doggett se encuentra frente a Scully. En lugar de matar a su compañera, gira el hacha sobre sí mismo. Doggett se despierta inmediatamente de su oscuro ensueño y se encuentra en su dormitorio, con Scully de pie sobre su cama. Empieza a agradecerle por haberle salvado la vida, pero ella le informa que Tipet murió debido al coma.

## Producción
Frank Spotnitz se inspiró para escribir «Via Negativa» después de un viaje en balsa en el que un «amigo de un amigo» mencionó una imagen inquietante: un tubo de pasta de dientes que, cuando se abrió, le salía sangre humana. La idea inspiró a Spotnitz a convertirla en un episodio, pero debido a su extrañeza, no pudo pensar en ningún escenario del mundo real en el que esto sucediera. En consecuencia, comenzó a investigar «sueños y pesadillas». Posteriormente se le ocurrió la idea de un culto que intentaba alcanzar un plano superior de existencia, pero en su lugar tropezaba con un «lugar inferior, un plano más oscuro». Spotnitz explicó más tarde: «Qué pasa si el plano superior es un plano más oscuro, qué pasa si pensamos que estamos alcanzando hacia arriba pero estamos alcanzando hacia abajo». El título del episodio, «Vía Negativa», significa «camino negativo» en latín. Este tipo de teología, más comúnmente conocida como teología apofática, intenta describir a Dios ampliando lo que Dios no es.
El personaje de Gillian Anderson, Dana Scully, no estaría disponible, ya que el equipo de redacción había decidido antes de que se escribiera el episodio que pasaría la mayor parte del tiempo en el hospital. Spotnitz vio esto como una oportunidad para desarrollar aún más el personaje de Doggett. Para llenar el vacío de Anderson, se incorporaron dos grupos recurrentes de personajes: Walter Skinner y los pistoleros solitarios. Spotnitz señaló que «estábamos ansiosos por sacar a Skinner de detrás del escritorio, y siempre buscábamos oportunidades para sacarlo de esa oficina y llevarlo al campo». Mitch Pileggi, quien interpretó a Walter Skinner, estaba satisfecho con el producto final. Más tarde elogió el trabajo de Robert Patrick, quien interpretó a Doggett, diciendo: «Fue un gran vacío cuando Mulder se fue, pero pensé que Robert entró e hizo un trabajo maravilloso. Aportó una muy buena energía al plató y Fue muy divertido conocerlo y trabajar con él». Spotnitz estaba ansioso por usar a los pistoleros solitarios en el episodio, ya que este episodio marcaría su primera escena junto con Doggett. Robert Patrick llamó al episodio su «episodio favorito», porque los escritores crearon un momento «vulnerable» para su personaje.
El personaje de Andre Bormanis lleva el nombre de uno de los amigos de la infancia de Spotnitz, quien se convirtió en uno de los consultores científicos de Star Trek: Voyager y Star Trek: Deep Space Nine. Al preparar la escena de la muerte del personaje, Tony Wharmby, el director del episodio, pasó un día entero filmando insertos de ratas. En total, el equipo de filmación utilizó 500 ratas. Inicialmente, Wharmby tuvo problemas para conseguir una toma en la que las ratas se congregaran en medio de una habitación. Para arreglar esto, los entrenadores de animales liberaron continuamente más ratas hasta que finalmente se cubrió la parte media de la habitación. Más tarde, el equipo pasó muchas horas «pintando excrementos de rata en esa toma».

## Recepción

### Audiencia
«Via Negativa» se estrenó el 17 de diciembre de 2000, en la televisión estadounidense por Fox. El episodio obtuvo una calificación Nielsen de 7,3, lo que significa que fue visto por el 7,3% de los hogares estimados de la nación. El episodio fue visto por 7,36 millones de hogares  y 12,37 millones de espectadores. Fox promocionó el episodio con el lema «Dicen que si mueres en un sueño... nunca despertarás».

### Reseñas
«Via Negativa» recibió críticas en su mayoría positivas de los críticos. Michael Roffman de Time lo nombró el «mejor episodio posterior a Mulder», afirmando que «episodios como este demostraron que había suficientes emociones para arreglárselas sin Spooky». Zack Handlen de The A.V. Club otorgó al episodio una «A-» y señaló que el episodio tenía un «poder innegable que me tomó casi completamente desprevenido». Aunque advirtió que «Via Negativa» no es «una especie de clásico perdido» y que la historia en sí no era «tan impresionante», elogió la atmósfera del episodio, describiéndolo como «pesado, cargado de fatalidad, y con frecuencia extraño». De hecho, argumentó que en gran medida «compensa las deficiencias del guion». Robert Shearman y Lars Pearson, en su libro Wanting to Believe: A Critical Guide to The X-Files, Millennium & The Lone Gunmen, calificaron el episodio con cinco estrellas de cinco y lo llamaron «uno de los mejores independientes de X-Files en años».
George Avaros y Michael Liedtke de Contra Costa Times fueron en general positivos con respecto al episodio y dijeron que tenía todas las características que crearon un «episodio excelente de X-Files». Afirmaron además que tenía una «calidad espeluznante, casi surrealista, salpicada de diálogos concisos, alivio cómico e ideas crípticas sobre personajes clave que nos dejaron preguntándonos qué tipo de problema podría estar a la vuelta de la esquina». Avaros y Liedtke también reaccionaron positivamente a las numerosas referencias a Fox Mulder. Finalmente, compararon el episodio con el trabajo de David Lynch en su serie, Twin Peaks. Paula Vitaris de Cinefantastique le dio al episodio una crítica moderadamente positiva y le otorgó dos estrellas y media de cuatro. Señaló que «“Via Negativa” tiene una trama corta, pero lo compensa con una atmósfera y un estado de ánimo extensos, que evocan una serie de imágenes desagradables y espeluznantes».